# Tjacket
Tjacket (originaltitel: "Junkie" alternativt "Junky" med underrubriken - Confessions of an Unredeemed Drug Addict) är en semi-självbiografisk roman skriven av den amerikanske författaren och konstnären William S. Burroughs. Boken publicerades 1953 och anses som ett av de främsta porträtt av heroinberoende på 1950-talet och som fortfarande används i studier kring drogberoende i allmänhet och heroinberoende i synnerhet. Arbetstiteln på boken var "Junk" som är slang för just heroin och inte amfetamin eller "tjack". Boken publicerades först under pseudonymen William Lee, och 1959 under författarens riktiga namn. Den översattes till svenska av Einar Heckscher och kom ut 1967.
Burroughs började skriva till stor del på begäran av Allen Ginsberg, som var imponerad över Burroughs förmåga att författa brev. Burroughs tog sig an uppgiften med mild entusiasm, men då hans vän Jack Kerouac hade lyckats släppa sin första roman "The Town and The City" 1950, började Burroughs anteckna sina erfarenheter som brukare, "lush roller" (en slags ficktjuv som rånar berusade människor) och som lokal heroinlangare kring Greenwich Village.
Burroughs studerade antropologi vid Harvard under 1930-talet och en etnografisk prägel märks tydligt särskilt i början av boken. Burroughs skrev som en antropolog vars mål det var att på bästa sätt förmedla språket och livet bland människor som av många andra anses degenererade. 
Burroughs narrativ uttrycker sig inte nödvändigtvis "objektivt" och texten tar en mer personlig form så snart huvudpersonen flyttar till New York. Fakta och insikter ersätts allt mer med en desperat jakt efter mening med livet, flykten från myndigheter och kampen mot ett permanent heroin-beroende. Genom hela berättelsen märks Burroughs originalitet, hans målande beskrivningar, hans djupt smärtsamma och uppriktiga bekännelser.